# Reálné gymnázium na Strossmayerově náměstí
Reálné gymnázium na Strossmayerově náměstí (La Guardiovo gymnasium Praha VII - Holešovice, Strossmayerovo nám. 4) je bývalá střední škola v Praze, jejímž pokračovatelem je Gymnázium Nad Štolou. Nad hlavním vchodem je ve výši druhého patra umístěn nápis: "C.k.státní reálka" a ve výši třetího patra letopočet "1907". V budově sídlí základní škola.

## Historie
Po připojení k Praze v 19. století se začaly obce Holešovice a Bubny rozrůstat. Zástupci občanů této nové sedmé části Prahy požadovali zřízení státní střední školy s českým vyučovacím jazykem. Toto bylo dne 25. listopadu 1901 schváleno Jeho císařským a královským Veličenstvem Františkem Josefem I. V začátku škola sídlila v budově obecné a měšťanské školy na adrese V Zátiší 850 (ulice Umělecká, na rohu s ulicí U Studánky). Protože se rozrůstala, potřebovala novou vlastní budovu.
Na vybraném místě Richtrových pozemků "daleké od továren, které by hlukem a zápachem byly na závadu" se začalo stavět podle plánů architekta F. Schaffera dne 3. září 1906. V budově bylo zavedeno ústřední topení, elektrika, voda a plyn. Předpokládané zahájení školního roku 1907-08 se ukázalo jako nemožné. Přes značné úsílí se teprve v lednu 1908 začalo s úpravou tělocvičny a nová budova přivítala žáky až 24. února 1908.
Secesní budova tvořená suterénem, přízemím a třemi patry měří 133 metry - část jihovýchodní 64 metry a část západní 69 metrů. V severní a východní části školy se nacházela botanická zahrada, ke které přiléhal rozsáhlý dvůr. Její tělocvična se vždy v neděli a o svátcích využívala jako kaple: v zadní části východní strany tělocvičny byl zbudován oltář se sakristií, proti němuž byl prostranný kůr s varhany. Tuto část oddělovala od ostatního prostoru železná opona.
Po roce 1914
Během první světové války padlo několik profesorů i žáků. Roku 1945 se profesoři i studenti zúčastnili květnového povstání, na barikádách padl student Tersch.
Po roce 1948
Roku 1948 bylo gymnázium změněno na čtyřleté a pojmenováno po newyorském starostovi LaGuardiovi. Roku 1953 se změnilo na jedenáctiletou střední školu a roku 1961 bylo přemístěno do nové budovy na Letné v ulici Nad Štolou.

## Názvy školy
- od roku 1902 Státní reálka Praha VII.-Holešovice, V Zátiší 850 (Umělecká, U Studánky)
- v letech 1941-1948 Státní reálné gymnasium Praha VII., Strossmayerovo nám. 4
- La Guardiovo gymnasium Praha VII - Holešovice, Strossmayerovo nám. 4
- po roce 1953 pokračuje jako 7. jedenáctiletá střední škola v Praze 7[2][3]

## Učitelé a absolventi
Absolventi
- Luděk Frýbort
- Milan Purnoch
- Jiří Všetečka